# 汉斯·韦尔珀特
汉斯·韦尔珀特（德語：Hans Wölpert，1898年9月30日—1957年1月1日），德国男子举重运动员。他曾代表德国参加1928年和1932年夏季奥林匹克运动会举重比赛，获得一枚银牌和一枚铜牌。